# Mount Arlington
Mount Arlington é um distrito localizado no estado americano de Nova Jérsei, no Condado de Morris.

## Demografia
Segundo o censo americano de 2000, a sua população era de 4663 habitantes.
Em 2006, foi estimada uma população de 5708, um aumento de 1045 (22.4%).

## Geografia
De acordo com o United States Census Bureau tem uma área de
7,4 km², dos quais 5,5 km² cobertos por terra e 1,9 km² cobertos por água.

## Localidades na vizinhança
O diagrama seguinte representa as localidades num raio de 8 km ao redor de Mount Arlington.